# Murat Özavcı
Murat Özavcı (* 25. Juni 1985 in Gürün) ist ein türkischer Fußballspieler, der für Tavşanlı Linyitspor spielt.

## Karriere
Özavcı begann mit dem Vereinsfußball in der Jugend von Fethiyespor und wurde 2002, mit einem Profivertrag versehen, in den Profikader aufgenommen. In seiner ersten Spielzeit kam er auf fünf Ligaeinsätze. Bereits ein Jahr später wechselte er als Profispieler zum damaligen Zweitligisten Çanakkale Dardanelspor. Hier saß er in seiner ersten Saison überwiegend auf der Ersatzbank und absolvierte nur drei Ligabegegnungen. Ab der zweiten Spielzeit stand er regelmäßig in der Startformation und verbrachte lediglich die Spielzeit 2007/08 als Leihgabe beim Zweitligisten Elazığspor. Zum Ende der Spielzeit 2008/09 stieg Dardanelspor als Relegationssieger der TFF 2. Lig in die TFF 1. Lig auf. Nachdem seine Mannschaft zum Ende der nachfolgenden Saison den Klassenerhalt verpasst hatte, stieg er mit ihr wieder in die TFF 2. Lig ab. In der darauffolgenden Spielzeit stieg der Verein gar in die TFF 3. Lig ab.
Nach dem Abstieg Dardanelspors in die TFF 3. Lig wechselte Özavcı zusammen mit seinem Teamkollegen Mesut Saray zum Zweitligisten TKİ Tavşanlı Linyitspor. Zum Sommer 2013 wechselte er zum Drittligisten Alanyaspor. In den letzten verbliebenen Tagen der Sommertransferperiode 2013 wurde dieser Wechsel annulliert. Stattdessen wechselte Özavcı zum Drittligisten Tokatspor. Bereits nach einer halben Spielzeit kehrte er zu Linyitspor zurück.

## Erfolge
Mit Çanakkale Dardanelspor
- Playoff-Sieger der TFF 2. Lig und Aufstieg in die TFF 1. Lig: 2008/09